# Евдокимов, Андрей Владимирович
Андре́й Влади́мирович Евдоки́мов (род. 9 марта 1999, Железноводск, Ставропольский край) — российский футболист, защитник ивановского «Текстильщика».

## Биография
Воспитанник Мастер-Сатурн.
С лета 2018 года — в ФК «Химки», дебютировал 12 октября 2019 года в домашнем матче первенства ФНЛ против «Мордовии» (4:0), выйдя на 79-й минуте. В гостевом полуфинальном матче Кубка России 2019/20 против «Урала» (3:1) вышел на 83-й минуте.
2 августа 2020 года подписал трёхлетний контракт с московским «Торпедо».
7 июня 2023 года после окончания контракта покинул клуб.
21 июня 2023 года подписал однолетний контракт с саратовским «Соколом».
25 июня 2024 года перешёл в клуб «Чайка».
2 июля 2025 года на правах свободного агента пополнил состав ивановского «Текстильщика». Дебютировал за него 20 июля в стартовом матче сезона против «Тюмени» (2:1).

## Статистика выступлений
| Выступление           | Выступление       | Выступление      | Лига | Лига | Кубки | Кубки | Итого | Итого |
| Клуб                  | Лига              | Сезон            | Игры | Голы | Игры  | Голы  | Игры  | Голы  |
| --------------------- | ----------------- | ---------------- | ---- | ---- | ----- | ----- | ----- | ----- |
| Химки                 | ФНЛ               | 2019/20          | 1    | 0    | 1     | 0     | 2     | 0     |
| Химки                 | Итого             | Итого            | 1    | 0    | 1     | 0     | 2     | 0     |
| → Химки-М             | ПФЛ               | 2018/19          | 13   | 1    | —     | —     | 13    | 1     |
| → Химки-М             | ПФЛ               | 2019/20          | 15   | 0    | —     | —     | 15    | 0     |
| → Химки-М             | Итого             | Итого            | 28   | 1    | —     | —     | 28    | 1     |
| Торпедо (Москва)      | ФНЛ               | 2020/21          | 38   | 3    | 0     | 0     | 38    | 3     |
| Торпедо (Москва)      | Первый дивизион   | 2021/22          | 22   | 2    | 2     | 0     | 24    | 2     |
| Торпедо (Москва)      | Итого             | Итого            | 60   | 5    | 2     | 0     | 62    | 5     |
| → Торпедо-2           | Вторая лига       | 2022/23          | 21   | 1    | —     | —     | 21    | 1     |
| → Торпедо-2           | Итого             | Итого            | 21   | 1    | —     | —     | 21    | 1     |
| Сокол (Саратов)       | Первая лига       | 2023/24          | 19   | 1    | 1     | 0     | 20    | 1     |
| Сокол (Саратов)       | Итого             | Итого            | 19   | 1    | 1     | 0     | 20    | 1     |
| Чайка                 | Первая лига       | 2024/25          | 28   | 0    | 3     | 0     | 31    | 0     |
| Чайка                 | Итого             | Итого            | 28   | 0    | 3     | 0     | 31    | 0     |
| Текстильщик (Иваново) | Вторая лига («А») | 2025/26          | 4    | 0    | 0     | 0     | 4     | 0     |
| Текстильщик (Иваново) | Итого             | Итого            | 4    | 0    | 0     | 0     | 4     | 0     |
| Всего за карьеру      | Всего за карьеру  | Всего за карьеру | 161  | 8    | 7     | 0     | 168   | 8     |

## Достижения
«Химки»
- Серебряный призёр ФНЛ: 2019/20
- Финалист Кубка России: 2019/20

«Торпедо» (Москва)
- Победитель Первого дивизиона: 2021/22
- Итого : 1 трофей